# لشكر جهاد
لشكر جهاد ومعناه عسكر الجهاد هي جماعة إسلامية مسلحة تنشط في إندونيسيا، تأسست بقيادة جعفر عمر طالب.

## التاريخ
تأسست لشكر جهاد في عام 2000 من قبل جعفر عمر طالب طالب إندونيسي تعلم في المدارس الباكستانية وقاتل مع المجاهدين في أفغانستان. كان السبب الرئيسي وراء إنشاء لشكر جهاد هو اندلاع العنف الطائفي في مقاطعتي مالوكو الإندونيسية وشمال مالوكو حيث اندلعت اشتباكات بين المسلمين والمسيحيين في عام 1999. انضم عدد من المسلمين إلى الجماعة من مناطق متعددة من البلاد مثل: جاوة وسومطرة وجنوب سولاوسي وكليمنتان.
في الوقت الحاضر يعتقد أن لشكر جهاد قد حُلَّت.